# Ca n'Ametller (Montornès del Vallès)
Ca n'Ametller és una masia de Montornès del Vallès (Vallès Oriental) protegida com a Bé Cultural d'Interès Local.

## Descripció
Masia de planta rectangular, amb diferents cossos adossats, amb una coberta a dues vessants. La façana principal ha evolucionat per creixement orgànic, per la qual cosa no hi ha eixos formals de composició. Tot i així, la presència de la porta principal i la ubicació d'una finestra amb brancals de pedra cap a la dreta, fa pensar que l'eix central de la primera construcció estava decantat cap a la dreta de la casa. La porta principal és d'arc de mig punt adovellada, en el que a la dovella central hi ha un escut de Catalunya en relleu. Hi ha un rellotge de sol amb la inscripció 1137-1976. La primera data (1137) no s'ajusta a la data real de construcció de la casa, mentre que la segona (1976) correspon a l'any d'una de les últimes reformes. A la façana posterior destaca la balconada amb brèndoles de ferro decorades del primer pis, sobre d'uns ràfecs que reforcen l'estructura constructiva.
La masia disposa d'una era i pallissa i a la part de darrere de la casa, hi ha el celler.

## Història
Can Ametller és una de les masies més antigues del municipi. Els primers documents, citen a la família Forns coma propietaris de la finca, naturals d'Arenys de Munt. En un altre document de 1851, s'esmenta per primer cop el nom Ametller, tot i que el nom antic del mas era Vilars.